# Domagoj Šarić
Domagoj Šarić (Sebenico, 15 aprile 1999) è un ex cestista croato.